# ステーニコ
ステーニコ（イタリア語: Stenico）は、イタリア共和国トレンティーノ＝アルト・アディジェ州トレント自治県にある、人口約1,200人の基礎自治体（コムーネ）。

## 地理

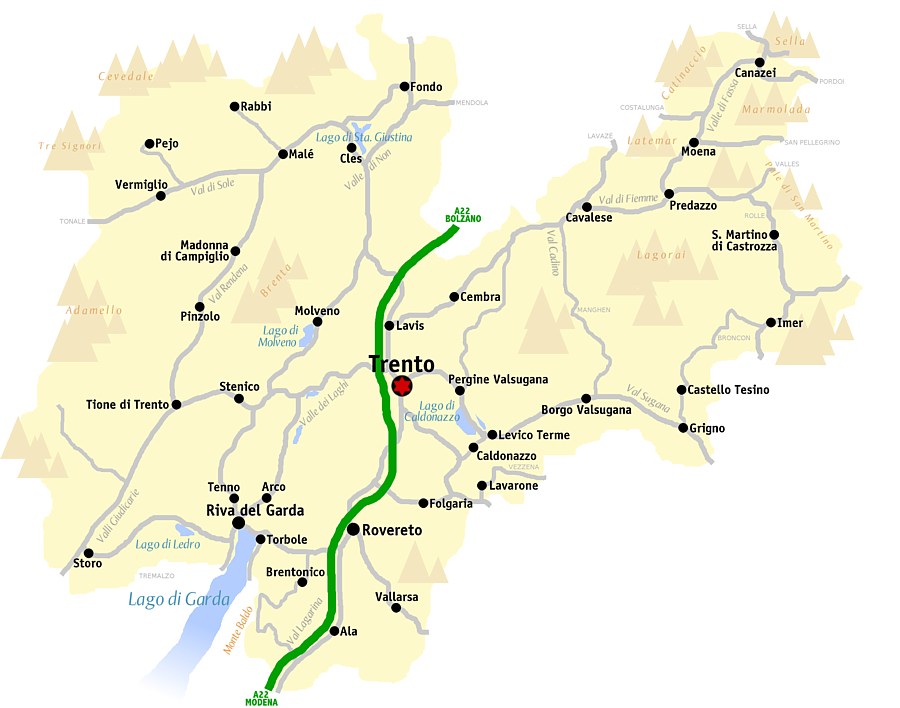
トレント県概略図

### 位置・広がり
トレント自治県南西部に位置するコムーネ。ティオーネ・ディ・トレントから東北東へ10km、県都トレントから西へ21kmの距離にある。

#### 隣接コムーネ
隣接するコムーネは以下の通り。
| - ボチェナーゴ - コマーノ・テルメ (ロマーゾ、ブレッジョ・インフェリオーレ) - ジュスティーノ - ピンツォーロ - サン・ロレンツォ・ドルシーノ (ドルシーノ、サン・ロレンツォ・イン・バナーレ) - トレ・ヴィッレ (モンターニェ、ラーゴリ) |

## 行政

### 分離集落
ステーニコには、以下の分離集落（フラツィオーネ）がある。
- Premione, Sclemo, Seo, Villa Banale, Terme di Comano

### Comunita di valle
トレント自治県が設置した広域行政組織 Comunita di valle 「ジュディカリエ」 (it:Comunita delle Giudicarie)  （事務所所在地: ティオーネ・ディ・トレント）に属する。

## 住民

### 言語
| 少数言語話者の割合（2011年） | 少数言語話者の割合（2011年） | 少数言語話者の割合（2011年） | 少数言語話者の割合（2011年） | 少数言語話者の割合（2011年） |
| ---------------------------- | ---------------------------- | ---------------------------- | ---------------------------- | ---------------------------- |
|                              |                              |                              |                              |                              |
| ラディン語                   | ラディン語                   |                              | 1.2%                         | 1.2%                         |
| モケーニ語                   | モケーニ語                   |                              | 0.0%                         | 0.0%                         |
| チンブロ語                   | チンブロ語                   |                              | 0.0%                         | 0.0%                         |

2011年10月9日に行われた国勢調査によれば、若干のラディン語話者がいる。